# Banantsstadion
Het Banantsstadion is een voetbalstadion in de Armeense stad Jerevan. In het stadion speelt FC Urartu (vroegere naam: Banants Jerevan) zijn thuiswedstrijden.